# Kawęczyn Sędziszowski
Kawęczyn Sędziszowski – część miasta Sędziszów Małopolski, dawna wieś w Polsce, położona w województwie podkarpackim, w powiecie ropczycko-sędziszowskim, w gminie Sędziszów Małopolski. 1 stycznia 2019 wraz z Borkiem Wielkim, Wolicą Ługową i Wolicą Piaskową włączona w strukturę miasta Sędziszowa Małopolskiego.
W latach 1975–1998 miejscowość administracyjnie należała do województwa rzeszowskiego. Od 1 stycznia 2019 r. część Sędziszowa Małopolskiego

## Historia
Wieś powstała na przełomie XV i XVI wieku. Pod koniec XVIII wieku mieszkało tu 43 osoby – więcej niż na Wolicy Ługowej i Wolicy Piaskowej. Szacowana wartość świadczeń chłopskich, w stosunku do dochodu wypracowanego w gospodarstwie, wynosiła ok. 27%.
Po uwłaszczeniu, w II poł. XIX wieku doszło do długoletnich sporów z dworem o las, zakończonych niepomyślnie w 1871 roku, mimo interwencji u cesarza w Wiedniu.
Tak, jak w przypadku innych miejscowości, dokładnych danych o Kawęczynie dostarcza spis powszechny z 1933 roku. We wsi było wówczas 142 budynki, z których tylko jeden był murowany. 102 domy miały tylko jedną izbę, 122 kryły strzechy, w 105 nie było podłóg. Liczba mieszkańców wynosiła 864 osoby.
Po II wojnie światowej we wsi istniała szkoła czteroklasowa, której absolwenci kontynuowali naukę w Sędziszowie Małopolskim. Niedogodność takiego rozwiązania zmobilizowała mieszkańców do podjęcia wysiłku budowy odpowiedniego budynku szkolnego. Prace zakończyły się w 1956 roku. Budynek remontowany, unowocześniany, służy mieszkańcom do dziś, pełniąc funkcję nie tylko placówki edukacyjnej, ale i kulturalnego centrum wsi.
W 1985 roku ruszyła budowa kaplicy z punktem katechetycznym. Pracami kierował ks. Andrzej Machowicz. 7 maja 1988 roku uroczystego poświęcenia świątyni pw. Podwyższenia Krzyża Świętego dokonał abp Jerzy Ablewicz. Po dziesięciu latach w Kawęczynie utworzono rektorat, a obecnie jest to w pełni samodzielna parafia pw. Podwyższenia Krzyża Świętego.

## Sport i rekreacja
We wsi działa Klub Sportowy "PROGRES", który dysponuje Domem Sportowca.